# Focus (magazyn popularnonaukowy)
Focus – polski miesięcznik popularnonaukowy wydawany od września 1995 roku do lutego 2022 roku przez wydawnictwo Burda International Polska (do 2013 roku przez G+J Gruner+Jahr Polska). Średni nakład 98 438 egzemplarzy, średnia sprzedaż – 50 413 egzemplarzy (według danych ZKDP za styczeń 2017). Ostatni numer magazynu ukazał się w lutym 2022 (wydanie 3/2022), po czym wszystkie magazyny z rodziny „Focusa” oraz jego strona internetowa Focus.pl miały zostać zamknięte, jednak ostatecznie został zamknięte tylko magazyny z rodziny „Focusa” natomiast strona internetowa Focus.pl zmieniła tylko właściciela z Burda International Polska na WN Media Group.

## Zakres tematyczny
- odkrycia i aktualności naukowe
- nauka
- przyroda
- technologie
- motoryzacja
- cywilizacja
- psychologia
- społeczeństwo
- historia
- kosmos

## Znani autorzy
- Marcin Bójko
- Marcin Jamkowski
- Marcin Machalski
- Marzenna Nowakowska
- Arkadiusz Orłowski
- Bogusław Pawłowski
- Kazimierz Pytko
- Tomasz Szlendak
- Max Suski
- Tomasz Rożek
- Tomasz Witkowski
- Jan Stradowski
- Joanna Nikodemska
- Piotr Szymczak
- Zuzanna Kisielewska
- Hanna Adamkowska
- Adam Węgłowski

## Redaktorzy naczelni
- 1995–2006 – Michał Księżarczyk
- 2006–2014 – Michał Wójcik
- 2014–2017 – Kazimierz Pasek
- 2017–2020 – Piotr Kościelniak
- 2020-2022 – Łukasz Załuski[5]

## Edycje w innych krajach
- Wielka Brytania – BBC Science Focus
- Niemcy – P.M.
- Włochy, Grecja i Chorwacja, Tajwan, Ukraina – Focus
- Hiszpania – Muy Interesante
- Francja – Ça m’intéresse
- Holandia i Belgia – Quest

## Wydania specjalne
Od 2004 roku redakcja magazynu „Focus” regularnie przygotowywała wydania specjalne poświęcone różnym zagadnieniom nauki i cywilizacji, a także wydania z łamigłówkami i szaradami. Specjalny cykl to „Focus Ekstra”, w ramach którego z różną regularnością publikowane były m.in. numery zawierające zbiory pytań i odpowiedzi naukowych. Publikowane były również wydania „Focus Medycyna” o tematyce zdrowotnej i monotematyczne zbiory artykułów „Focus Wiedza”.
W 2020 i 2021 roku kontynuowane były cykle: Focus Historia, Focus Historia Ekstra, Coaching, Coaching Ekstra, Śledczy (magazyn o tematyce kryminalnej), Focus Wiedza oraz Focus Ekstra.

## Focus Historia
Od 2007 roku ukazywał się również miesięcznik „Focus Historia” oraz „Focus Historia Ekstra”. Magazyny w całości poświęcone były tematyce dziejów Polski i świata. Redaktorem prowadzącym wydań historycznych był Adam Węgłowski.

## Focus w internecie
Cyfrową nogą magazynu Focus był duży portal popularnonaukowy Focus.pl oraz profile na Facebooku, Instagramie, Twitterze i YouTube. Redakcja przygotowywała cykle wideo o tematyce popularnonaukowej i technologicznej oraz podcasty, m.in. „Zdrowie bez tabu” i „Jak nas widzą”.